# William Hamo Thornycroft
William Hamo Thornycroft (Londra, 1850 – Oxford, 1925) è stato uno scultore inglese.

## Biografia
Fratello dell'ingegnere John Isaac Thornycroft e figlio degli scultori Mary e Thomas Thornycroft, ebbe uno stile che amalgamò elementi della scultura antica fidiaca e policletea con uno spiccatissimo realismo. Il suo capolavoro è la statua a Oliver Cromwell (1891).
Il suo nipote fu il soldato e poeta Siegfried Sassoon.